# Дискография Collective Soul
В статье представлена дискография американской рок-группы Collective Soul.

## Студийные альбомы
| 1994                                        | Hints Allegations and Things Left Unsaid - Дата выпуска: 22 марта 1994 - Лейбл: Atlantic - Формат: CD, CS, LP          | 15 | —         | —  | 57 | 5  | 46 | - RIAA: 2× Платиновый - CAN: 5× Платиновый                                   |
| 1995                                        | Collective Soul - Дата выпуска: 14 марта 1995 - Лейбл: Atlantic (#82745) - Формат: CD, CS, LP                          | 23 | —         | —  | 23 | 4  | 1  | - RIAA: 3× Платиновый - ARIA: Золотой - MC: 8× Платиновый - RMNZ: Платиновый |
| 1997                                        | Disciplined Breakdown - Дата выпуска: 11 марта 1997 - Лейбл: Atlantic (#82984) - Формат: CD, CS, LP                    | 16 | 31 (2022) | —  | 37 | 5  | 3  | - RIAA: Платиновый - MC: 2× Платиновый - RMNZ: Золотой                       |
| 1999                                        | Dosage - Дата выпуска: 9 февраля 1999 - Лейбл: Atlantic (#83162) - Формат: CD, CS, LP                                  | 21 | —         | —  | 48 | 5  | 21 | - RIAA: Платиновый - MC: Платиновый                                          |
| 2000                                        | Blender - Дата выпуска: 10 октября 2000 - Лейбл: Atlantic (#83400) - Формат: CD, CS, LP                                | 22 | —         | —  | —  | 3  | —  | - RIAA: Золотой - MC: Золотой                                                |
| 2004                                        | Youth - Дата выпуска: 16 ноября 2004 - Лейбл: El Music Group (#60001) - Формат: CD                                     | 66 | 3         | —  | —  | 30 | —  |                                                                              |
| 2007                                        | Afterwords - Дата выпуска: 28 августа 2007 - Лейбл: El Music Group (#660011) - Формат: CD, digital download            | —  | —         | —  | —  | 23 | —  |                                                                              |
| 2009                                        | Collective Soul («Rabbit») - Дата выпуска: 25 августа 2009 - Лейбл: Loud & Proud - Формат: CD, digital download        | 24 | —         | 8  | —  | 9  | —  |                                                                              |
| 2015                                        | See What You Started by Continuing - Дата выпуска: 2 октября 2015 - Лейбл: Vanguard - Формат: CD, digital download, LP | 25 | —         | 1  | —  | —  | —  |                                                                              |
| 2019                                        | Blood - Дата выпуска: 21 июня 2019 - Лейбл: Fuzze-Flex - Формат: CD, digital download, LP                              | —  | 4         | 15 | —  | —  | —  |                                                                              |
| 2022                                        | Vibrating - Дата выпуска: 12 августа 2022 - Лейбл: Fuzze-Flex - Формат: CD, digital download, LP                       | —  | —         | —  | —  | —  | —  |                                                                              |
| 2024                                        | Here to Eternity - Дата выпуска: 17 мая 2024 - Лейбл: Fuzze-Flex - Формат: CD, digital download, LP                    | —  | —         | —  | —  | —  | —  |                                                                              |
| «—» обозначает, что альбом не попал в чарты | |    |           |    |    |    |    |                                                                              |

## Сборники
| Год  | Об альбоме | Высшая позиция в чартах | Высшая позиция в чартах | Высшая позиция в чартах | Высшая позиция в чартах | Сертификация  |
| Год  | Об альбоме | US                      | AUS                     | CAN                     | NZ                      | Сертификация  |
| ---- | --- | ----------------------- | ----------------------- | ----------------------- | ----------------------- | ------------- |
| 2001 | Seven Year Itch: Greatest Hits, 1994—2001 - Дата выпуска: 18 сентября 2001 - Лейбл: Atlantic (#83510) - Формат: CD, CS, LP | 50                      | 98                      | 9                       | 49                      | - MC: Золотой |

## Концертные альбомы
| Год  | Об альбоме | CAN | US  | US Ind. | US Alt. |
| ---- | --- | --- | --- | ------- | ------- |
| 2006 | Home: A Live Concert Recording with the Atlanta Symphony Youth Orchestra - Дата выпуска: 7 февраля 2006 - Лейбл: El Music Group (#90601) - Формат: CD | 75  | 183 | 14      | —       |
| 2017 | Collective Soul: Live - Дата выпуска: 8 декабря 2017 - Лейбл: Suretone - Формат: CD, DI, LP                                                           | —   | —   | 4       | 23      |
| 2023 | Live at the Print Shop - Дата выпуска: 24 ноября 2023 - Лейбл: Fuzze-Flex Records - Формат: LP                                                        | —   | —   | —       | —       |

## EP
| Год  | О EP | US  | US Ind. |
| ---- | --- | --- | ------- |
| 2005 | From the Ground Up - Дата выпуска: 24 мая 2005 - Лейбл: El Music Group (#90502) - Формат: CD, digital download | 129 | 8       |
| 2020 | Half & Half - Дата выпуска: 9 октября 2020 - Лейбл: Fuzze-Flex Records - Формат: vinyl, digital download       | —   | —       |

## Синглы
| Год                                        | Сингл                              | Высшая позиция в чартах | Высшая позиция в чартах | Высшая позиция в чартах | Высшая позиция в чартах | Высшая позиция в чартах | Высшая позиция в чартах | Высшая позиция в чартах | Высшая позиция в чартах | Высшая позиция в чартах | Высшая позиция в чартах | Сертификация    | Альбом                                            |
| Год                                        | Сингл                              | US                      | US Main.                | US Alt.                 | US Adult                | US AAA                  | AUS                     | AUT                     | CAN                     | NZ                      | UK                      | Сертификация    | Альбом                                            |
| ------------------------------------------ | ---------------------------------- | ----------------------- | ----------------------- | ----------------------- | ----------------------- | ----------------------- | ----------------------- | ----------------------- | ----------------------- | ----------------------- | ----------------------- | --------------- | ------------------------------------------------- |
| 1994                                       | «Shine»                            | 11                      | 1                       | 4                       | —                       | —                       | 8                       | 25                      | 6                       | 21                      | 80                      | - RIAA: Золотой | Hints Allegations and Things Left Unsaid          |
| 1994                                       | «Breathe»                          | —                       | 12                      | —                       | —                       | —                       | 95                      | —                       | 35                      | —                       | —                       |                 | Hints Allegations and Things Left Unsaid          |
| 1994                                       | «Wasting Time»                     | —                       | —                       | —                       | —                       | —                       | —                       | —                       | —                       | —                       | —                       |                 | Hints Allegations and Things Left Unsaid          |
| 1995                                       | «Gel»                              | 49                      | 2                       | 14                      | —                       | —                       | 52                      | —                       | 8                       | —                       | —                       |                 | Collective Soul                                   |
| 1995                                       | «December»                         | 20                      | 1                       | 2                       | 11                      | —                       | 97                      | —                       | 2                       | 34                      | —                       |                 | Collective Soul                                   |
| 1995                                       | «Smashing Young Man»               | —                       | 8                       | —                       | —                       | —                       | —                       | —                       | 19                      | —                       | —                       |                 | Collective Soul                                   |
| 1995                                       | «The World I Know»                 | 19                      | 1                       | 6                       | 18                      | 1                       | 41                      | —                       | 1                       | 25                      | —                       |                 | Collective Soul                                   |
| 1996                                       | «Where the River Flows»            | —                       | 1                       | —                       | —                       | —                       | 99                      | —                       | 39                      | —                       | —                       |                 | Collective Soul                                   |
| 1997                                       | «Precious Declaration»             | 65                      | 1                       | 6                       | —                       | 16                      | 81                      | —                       | 5                       | —                       | —                       |                 | Disciplined Breakdown                             |
| 1997                                       | «Listen»                           | 72                      | 1                       | 17                      | —                       | 15                      | —                       | —                       | 39                      | —                       | —                       |                 | Disciplined Breakdown                             |
| 1997                                       | «Blame»                            | —                       | 11                      | —                       | —                       | —                       | —                       | —                       | 25                      | —                       | —                       |                 | Disciplined Breakdown                             |
| 1998                                       | «She Said»                         | —                       | 16                      | 39                      | —                       | —                       | —                       | —                       | 23                      | —                       | —                       |                 | Scream 2: Music from the Dimension Motion Picture |
| 1999                                       | «Run»                              | 76                      | —                       | 36                      | 12                      | 1                       | 48                      | —                       | 9                       | —                       | —                       |                 | Dosage                                            |
| 1999                                       | «Heavy»                            | 73                      | 1                       | 5                       | —                       | —                       | —                       | —                       | 5                       | —                       | —                       |                 | Dosage                                            |
| 1999                                       | «Needs»                            | —                       | —                       | —                       | —                       | —                       | —                       | —                       | —                       | —                       | —                       |                 | Dosage                                            |
| 1999                                       | «No More, No Less»                 | 123                     | 10                      | 32                      | —                       | 10                      | 67                      | —                       | 31                      | —                       | —                       |                 | Dosage                                            |
| 1999                                       | «Tremble for My Beloved»           | —                       | 35                      | —                       | —                       | —                       | —                       | —                       | —                       | —                       | —                       |                 | Dosage                                            |
| 2000                                       | «Why, Pt. 2»                       | 111                     | 2                       | 19                      | —                       | 16                      | —                       | —                       | —                       | —                       | —                       |                 | Blender                                           |
| 2001                                       | «Vent»                             | —                       | 34                      | —                       | —                       | —                       | —                       | —                       | —                       | —                       | —                       |                 | Blender                                           |
| 2001                                       | «Perfect Day»                      | —                       | —                       | —                       | 29                      | 10                      | —                       | —                       | —                       | 13                      | —                       |                 | Blender                                           |
| 2001                                       | «Next Homecoming»                  | —                       | 39                      | —                       | —                       | —                       | —                       | —                       | —                       | —                       | —                       |                 | Seven Year Itch: Greatest Hits, 1994-2001         |
| 2004                                       | «Counting the Days»                | —                       | 8                       | —                       | —                       | —                       | —                       | —                       | 15                      | —                       | —                       |                 | Youth                                             |
| 2005                                       | «Better Now»                       | 117                     | 35                      | —                       | 9                       | 10                      | —                       | —                       | 41                      | —                       | —                       |                 | Youth                                             |
| 2005                                       | «How Do You Love»                  | —                       | —                       | —                       | 16                      | —                       | —                       | —                       | —                       | —                       | —                       |                 | Youth                                             |
| 2007                                       | «Hollywood»                        | —                       | —                       | —                       | 22                      | 8                       | —                       | —                       | 91                      | —                       | —                       |                 | Afterwords                                        |
| 2008                                       | «All That I Know»                  | —                       | —                       | —                       | 39                      | 27                      | —                       | —                       | —                       | —                       | —                       |                 | Afterwords                                        |
| 2009                                       | «Staring Down»                     | —                       | —                       | —                       | 18                      | 15                      | —                       | —                       | —                       | —                       | —                       |                 | Collective Soul                                   |
| 2009                                       | «Welcome All Again»                | —                       | —                       | —                       | —                       | —                       | —                       | —                       | —                       | —                       | —                       |                 | Collective Soul                                   |
| 2010                                       | «You»                              | —                       | —                       | —                       | 35                      | —                       | —                       | —                       | —                       | —                       | —                       |                 | Collective Soul                                   |
| 2010                                       | «Tremble for My Beloved (Reissue)» | —                       | —                       | —                       | —                       | —                       | —                       | —                       | —                       | —                       | —                       |                 | Неальбомный сингл                                 |
| 2015                                       | «This»                             | —                       | —                       | —                       | —                       | —                       | —                       | —                       | —                       | —                       | —                       |                 | See What You Started by Continuing                |
| 2015                                       | «AYTA»                             | —                       | —                       | —                       | —                       | —                       | —                       | —                       | —                       | —                       | —                       |                 | See What You Started by Continuing                |
| 2015                                       | «Hurricane»                        | —                       | —                       | —                       | —                       | —                       | —                       | —                       | —                       | —                       | —                       |                 | See What You Started by Continuing                |
| 2015                                       | «Contagious»                       | —                       | —                       | —                       | —                       | —                       | —                       | —                       | —                       | —                       | —                       |                 | See What You Started by Continuing                |
| 2019                                       | «Right as Rain»                    | —                       | 32                      | —                       | —                       | —                       | —                       | —                       | —                       | —                       | —                       |                 | Blood                                             |
| 2019                                       | «Good Place to Start»              | —                       | —                       | —                       | —                       | —                       | —                       | —                       | —                       | —                       | —                       |                 | Blood                                             |
| 2019                                       | «Them Blues»                       | —                       | —                       | —                       | —                       | —                       | —                       | —                       | —                       | —                       | —                       |                 | Blood                                             |
| 2020                                       | «Let Her Out»                      | —                       | —                       | —                       | —                       | —                       | —                       | —                       | —                       | —                       | —                       |                 | Half & Half                                       |
| 2022                                       | «All Our Pieces»                   | —                       | —                       | —                       | —                       | —                       | —                       | —                       | —                       | —                       | —                       |                 | Vibrating                                         |
| 2022                                       | «Cut the Cord»                     | —                       | —                       | —                       | —                       | —                       | —                       | —                       | —                       | —                       | —                       |                 | Vibrating                                         |
| 2024                                       | «Mother’s Love»                    | —                       | —                       | —                       | —                       | —                       | —                       | —                       | —                       | —                       | —                       |                 | Here to Eternity                                  |
| 2024                                       | «Bluer Than So Blue»               | —                       | —                       | —                       | —                       | —                       | —                       | —                       | —                       | —                       | —                       |                 | Here to Eternity                                  |
| «—» обозначает, что сингл не попал в чарты |                                    |                         |                         |                         |                         |                         |                         |                         |                         |                         |                         |                 |                                                   |